# Ga Hanseong Baekje
Ga Hanseong Baekje (Tiếng Hàn: 한성백제역, Hanja: 漢城百濟驛) là ga tàu điện ngầm trên Tàu điện ngầm Seoul tuyến số 9 nằm ở Bangi-dong, Songpa-gu, Seoul. Gần đó là Cổng Hòa bình, Công viên Olympic, Ga Mongchontoseong (Tuyến 8), Pháo đài Mongchontoseong và Hanseongbaekjewangdo-gil. Nó cách Ga Mongchontoseong trên Tuyến 8 khoảng 230m nhưng không có lối đi chuyển tuyến. Việc chuyển sang Tuyến 8 phải được thực hiện tại Ga Seokchon.

## Lịch sử
- 9 tháng 8 năm 2018: Tên ga được quyết định là Ga Hanseong Baekje[1]
- 1 tháng 12 năm 2018: Bắt đầu hoạt động với việc khai trương Giai đoạn 3 của Tàu điện ngầm Seoul tuyến 9[2]

## Bố trí ga
| Songpanaru ↑        |
| E/B W/B \|          |
| ↓ Công viên Olympic |

| Hướng Tây  | ● Tuyến 9 | Địa phương | ← Hướng đi Khu liên hợp thể thao · Sinnonhyeon · Sân bay Quốc tế Gimpo · Gaehwa |
| Hướng Đông | ● Tuyến 9 | Địa phương | → Hướng đi Công viên Olympic · Bệnh viện cựu chiến binh Trung ương →            |

## Xung quanh nhà ga
- Bảo tàng Hanseong Baekje
- Công viên Olympic
- ● Tàu điện ngầm Seoul tuyến 8 Ga Mongchontoseong
- Nhà thờ Emmanuel
- Trung tâm phúc lợi hành chính Bangi 2-dong
- Trường trung học cơ sở Bangi
- Trường tiểu học Bangi
- Chợ Bangi
- Bangi Matgol (ngõ ẩm thực)
- Cổng Hòa bình
- Bảo tàng nghệ thuật Soma
- Hattaglinpia Villart
- Hansol Villart
- Hansol Richville
- Ssangyong Domusville
- Hanseung Odive
- Pacific Park Villart
- Olympic Bears Town APT

## Hình ảnh

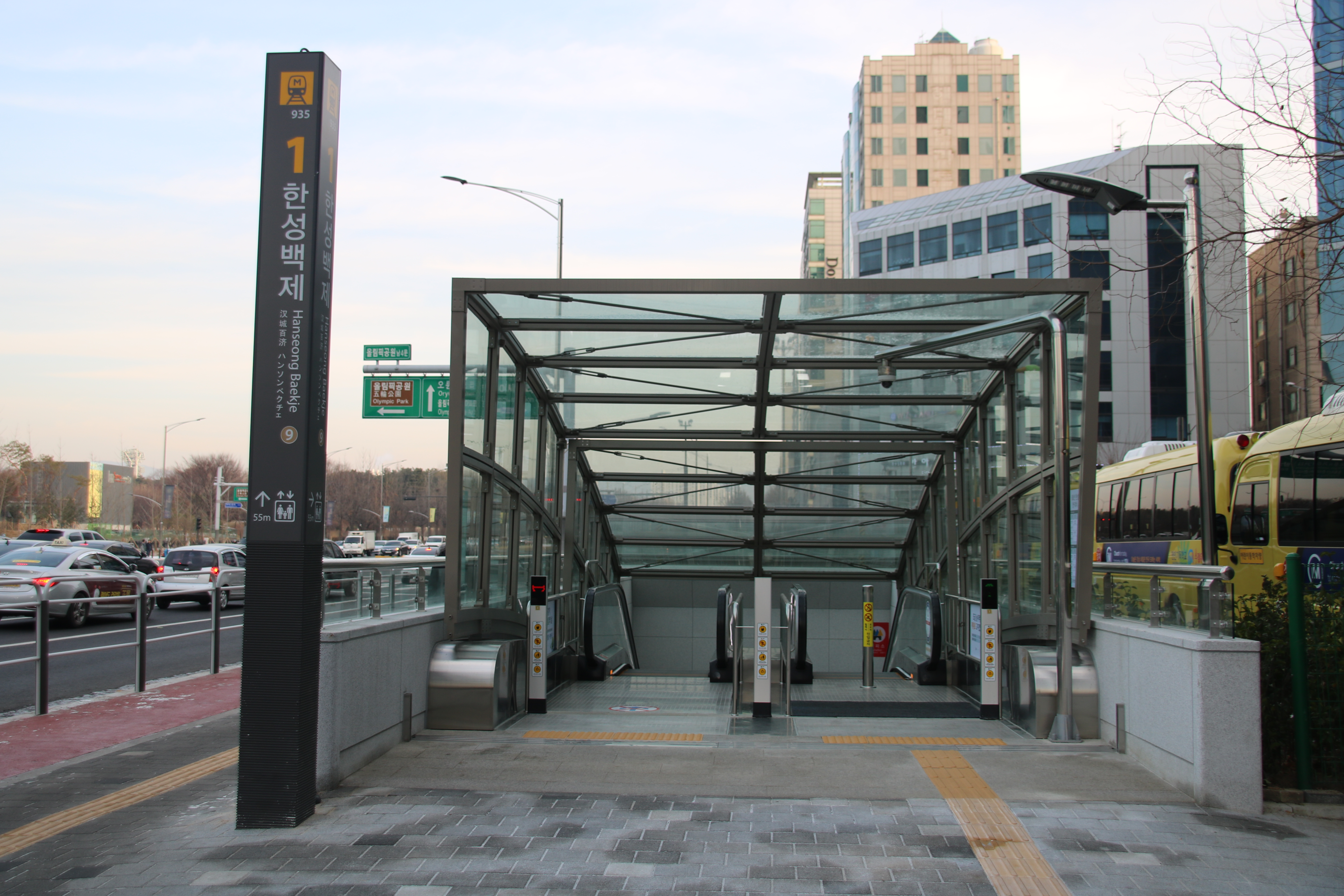
Lối vào 1
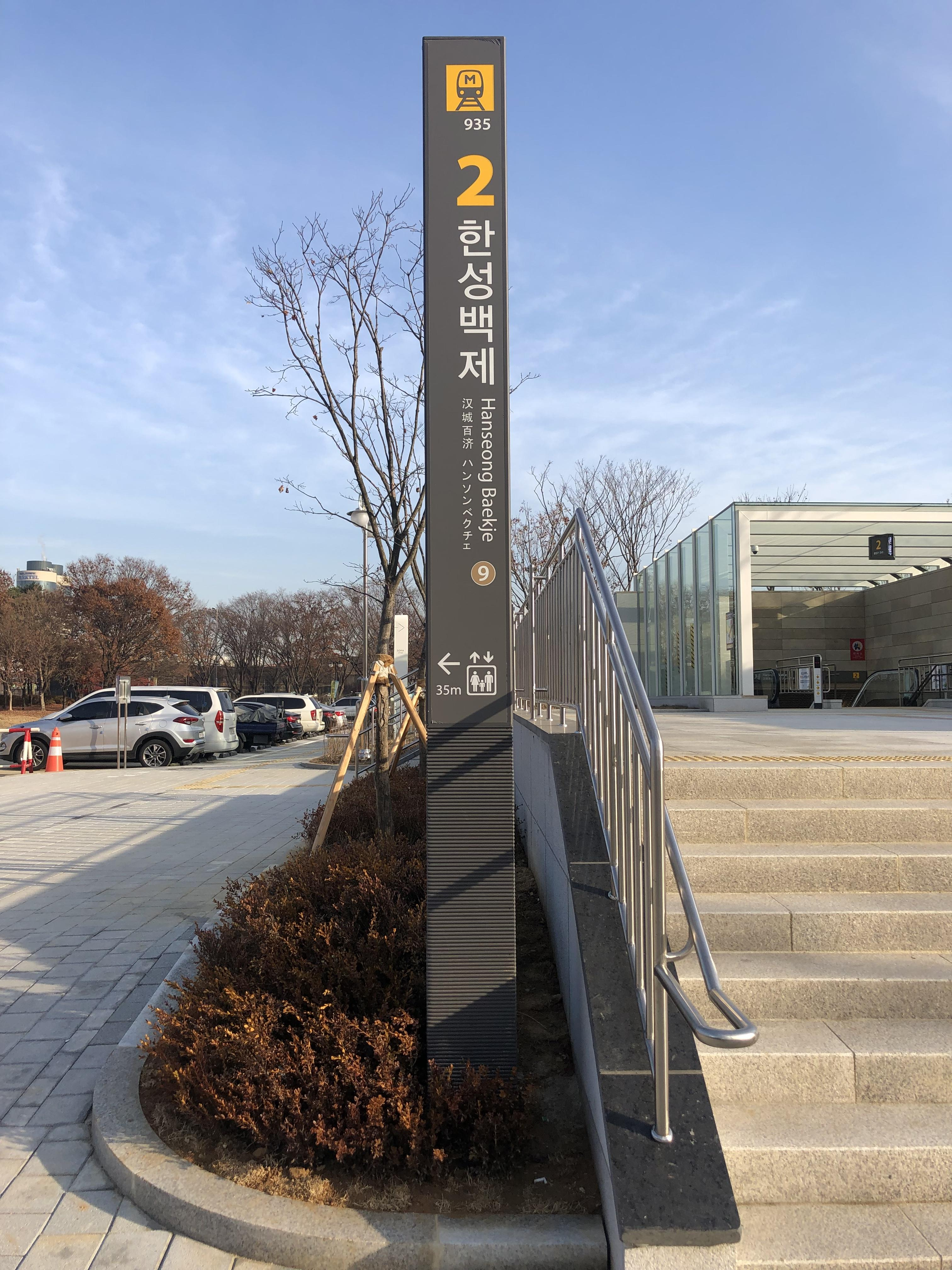
Lối vào 2
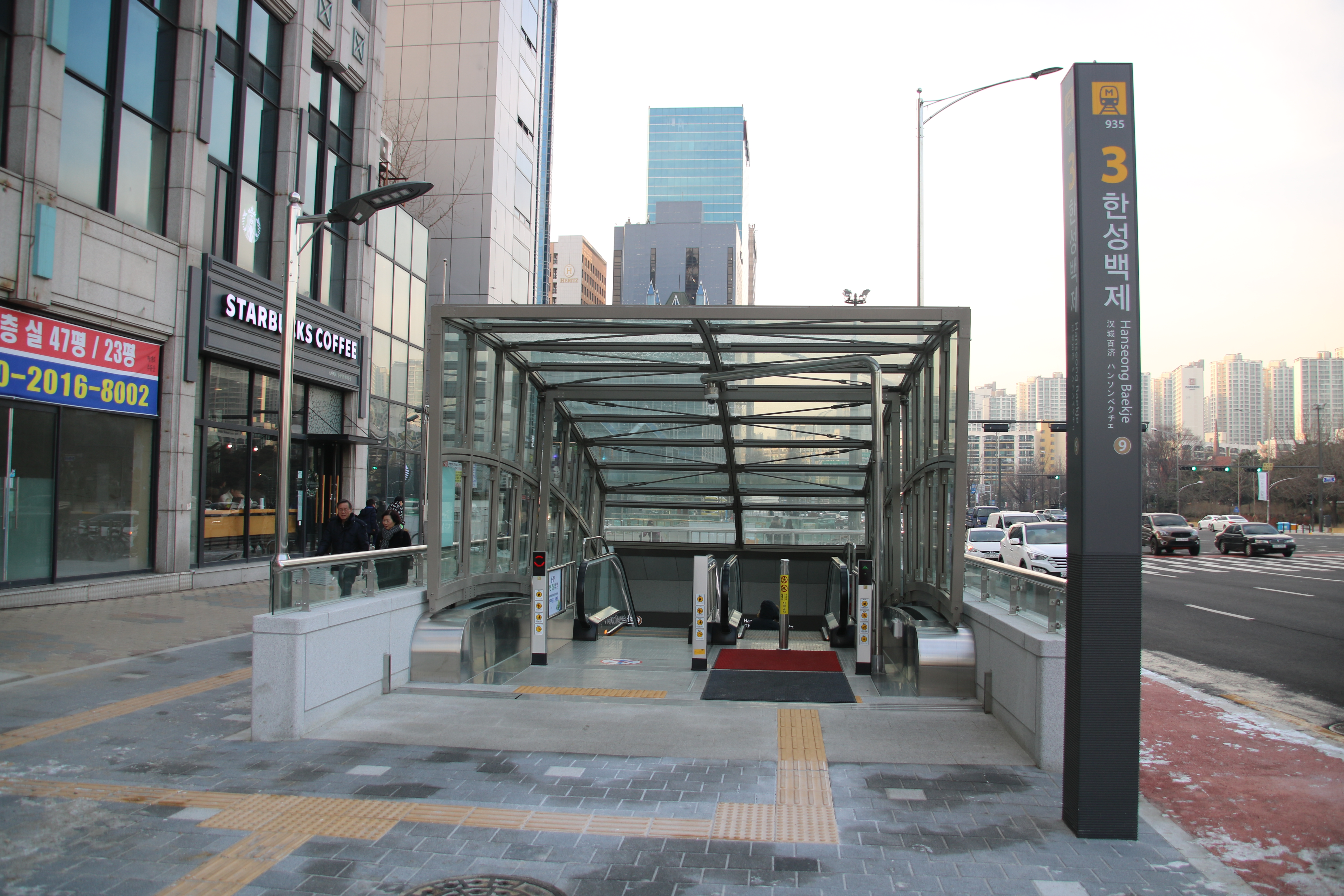
Lối vào 3
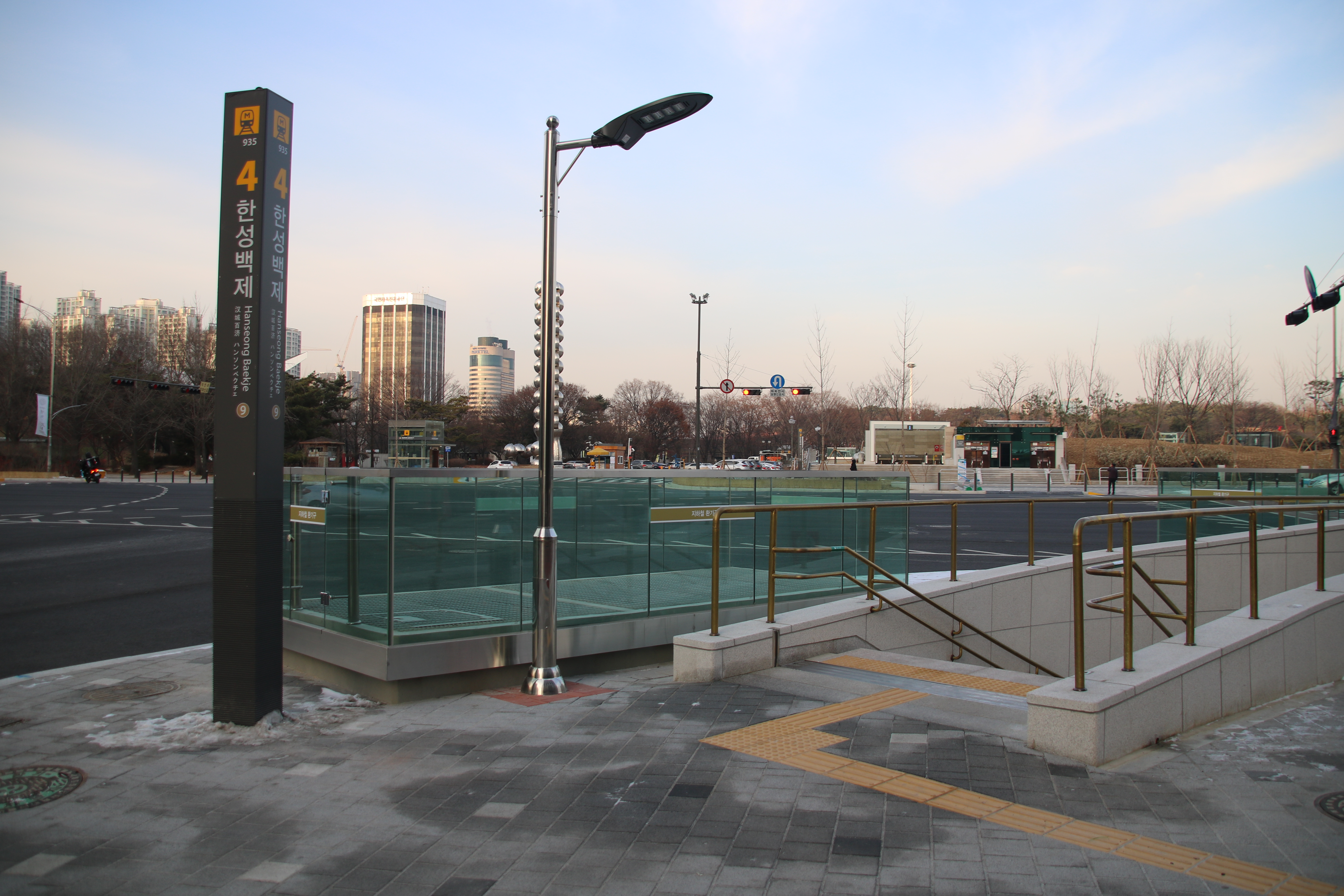
Lối vào 4
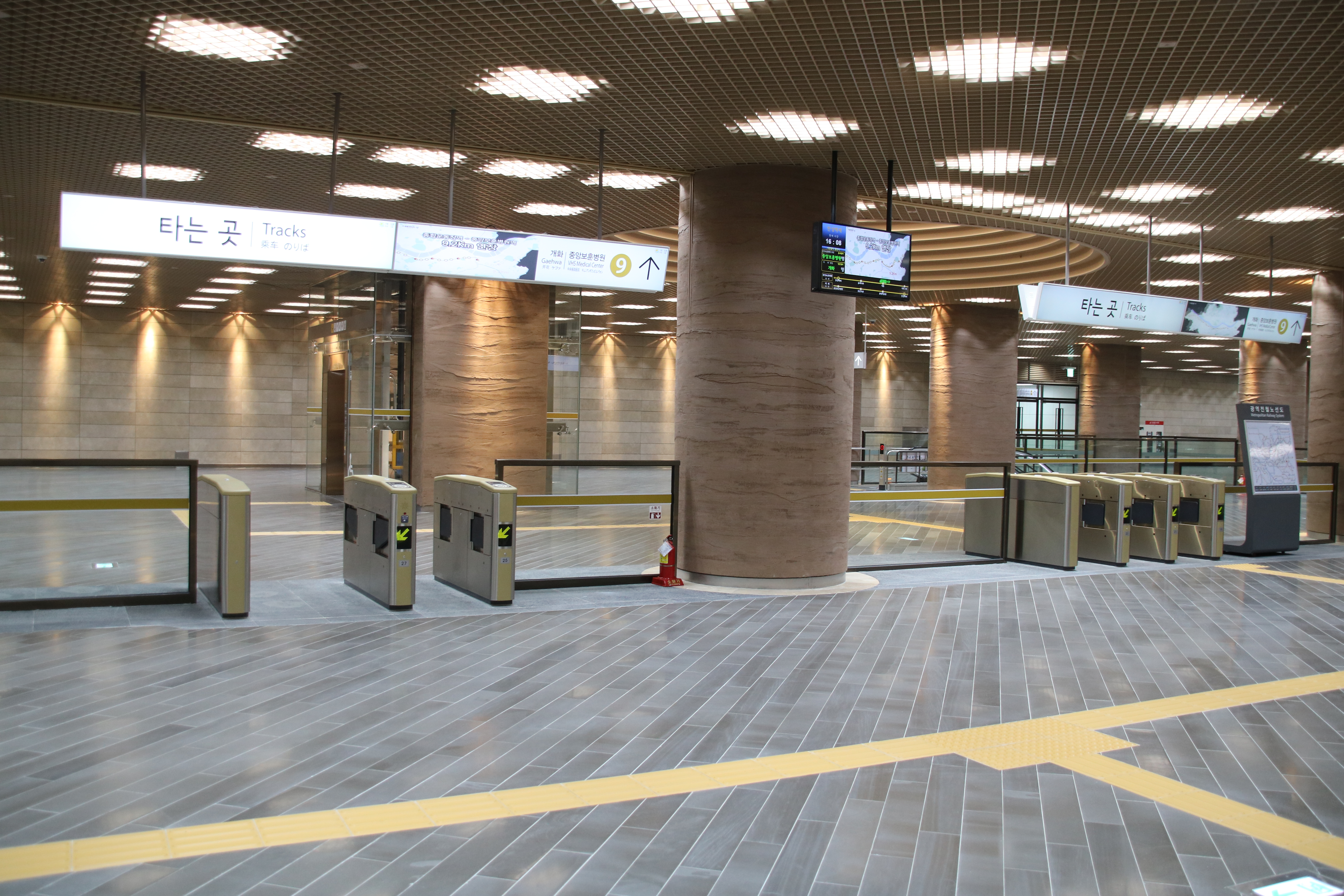
Sảnh
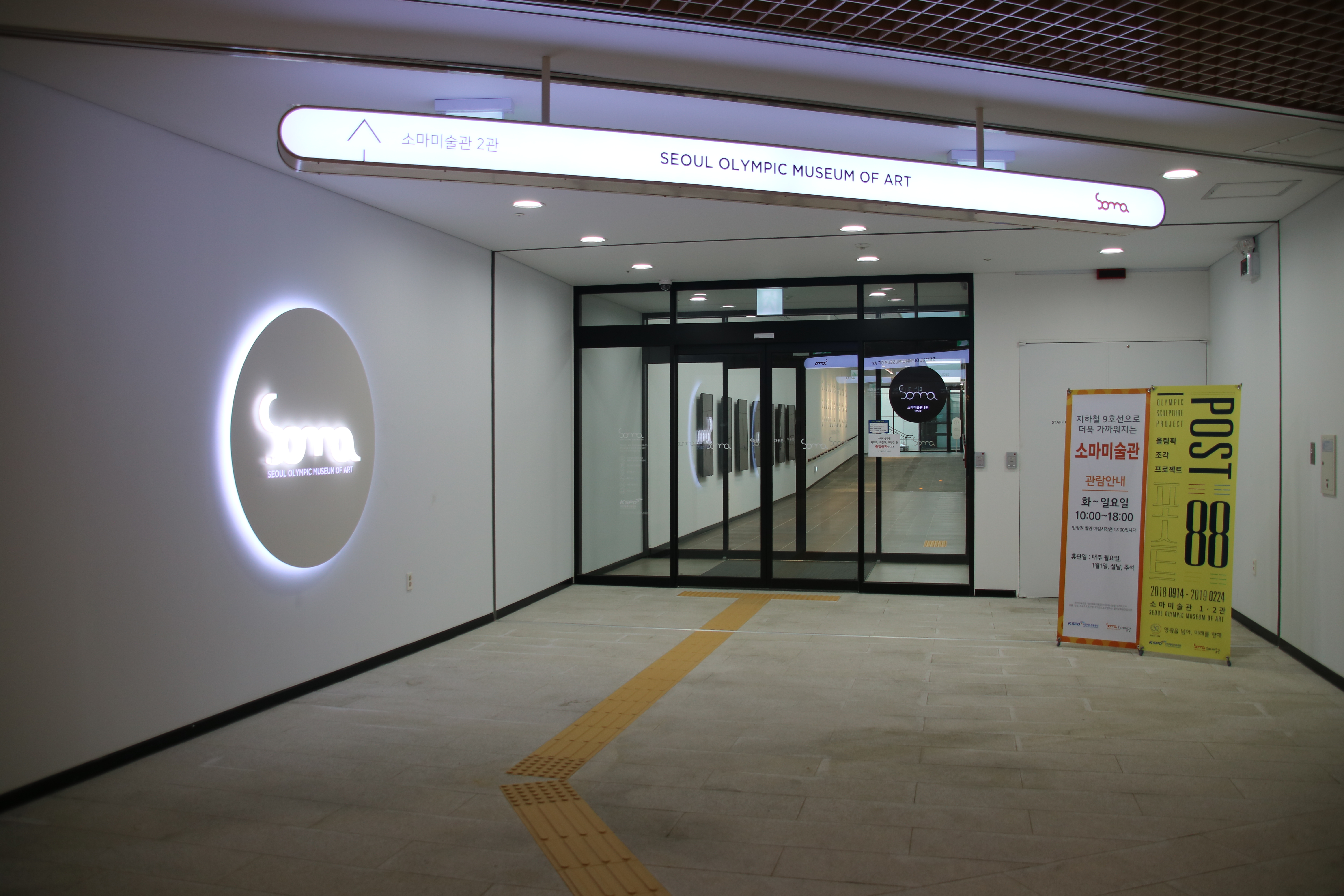
Lối đi kết nối Bảo tàng nghệ thuật Soma